# Agavaceae
Agavaceae is een botanische naam voor een familie van eenzaadlobbige planten. Er is weinig of geen overeenstemming of zo'n familie erkend hoort te worden en wat er al dan niet toegerekend hoort te worden.
In het APG I-systeem (1998) wordt wel zo'n familie erkend, maar in het APG II-systeem (2003) is het slechts een optie deze familie te erkennen (al is die wel groter dan in APG I; zie onder). De andere optie is om de betreffende planten (samen met de planten die anders een reeks andere families zouden vormen) in te voegen bij de familie Asparagaceae.
Deze familie is dan niet direct te vergelijken met de familie onder deze naam in APG I. Aldaar vormde Anemarrhena asphodeloides nog een eigen familie Anemarrhenaceae en Behnia reticulata de familie Behniaceae, ook werd een familie Herreriaceae erkend (met een klein dozijn soorten) alsook de familie Anthericaceae (veel groter).
In het APG III-systeem (2009) wordt niet een familie onder deze naam erkend: de betreffende planten vormen de onderfamilie Agavoideae in de familie Asparagacaeae.
Het gaat om woestijnplanten of planten uit halfdroge gebieden. Bekende geslachten zijn Agave, Hosta en Yucca, in totaal enkele honderden soorten in één à twee dozijn geslachten, die wereldwijd voorkomen in warme en tropische gebieden.
Een lijst met geslachten
- Agave, Anemarrhena, Anthericum, Behnia, Beschorneria, Bravoa, Camassia, Chlorogalum, Chlorophytum, Clistoyucca, Furcraea, Herreria, Hesperaloë, Hesperocallis, Hesperoyucca, Hosta, Littaea, Manfreda, Polianthes, Prochnyanthes, Pseudobravoa, Samuela, Yucca